# Ton Lückers-Bergmans
Antonia Hubertina Sophia Maria (Ton) Lückers-Bergmans (Geleen, 8 november 1926 – Heerlen, 7 februari 2013) was een Nederlands advocate en politica namens de KVP. Ze was Tweede Kamerlid van 1974 tot 1977.

## Biografie

### Opleiding en advocatuur
Lückers-Bergmans volgde de mulo, de mms en haalde het staatsexamen Gymnasium-A. Hierna ging ze rechten studeren aan de Universiteit van Nijmegen, waar ze na het kandidaatsexamen mee stopte. Ze had toen haar man leren kennen en wilde zelf in haar uitzet voorzien. Toen ze zwanger was van haar derde kind, besloot ze naar eigen zeggen haar rechtenstudie weer op te pakken; in anderhalf jaar tijd behaalde ze het doctoraal. Als advocaat kon ze vervolgens de compagnon van haar man vervangen (deze compagnon werd wethouder in Kerkrade). In Heerlen was Lückers-Bergmans van 1961 tot 1 januari 1974 advocaat en procureur. Ook was ze voorafgaand aan haar Kamerlidmaatschap enige tijd directiesecretaresse bij Philips in Sittard.

### Kamerlid
Lückers-Bergmans was lid van de Katholieke Volkspartij (vanaf 1980: CDA), alhoewel ze in een interview verklaarde jarenlang op de VVD gestemd te hebben - voornamelijk vanwege hun standpunt over de belastingproblematiek. Naar aanleiding van een door haar geschreven rapport hierover, werd Lückers-Bergmans door de KVP benaderd om zich bij de Tweede Kamerverkiezingen 1972 verkiesbaar te stellen en mogelijk Truus Kok op te volgen in de Tweede Kamer.
Aanvankelijk stond ze op de provinciale concept-verkieslijst op de vijfde plaats, maar dit werd later gewijzigd naar een (naar verwachting) onverkiesbare plaats 11. De provinciale KVP-commissie Vrouw & Partij nam hierop het initiatief een steuncampagne te voeren, omdat zij van mening waren 'dat de vaststelling van de Limburgse KVP-lijst [was] uitgedraaid op een verzameling van louter mannen op verkiesbare plaatsen, een soort discriminatie van de vrouw'. De commissie stelde tevens dat het bestuur nu juist aan de landelijke (gelijknamige) commissie gevraagd had een juriste te zoeken.
Aanvankelijk slaagde deze opzet niet, maar in januari 1974 werd Lückers-Bergmans toch beëdigd als opvolger van het op 2 december 1973 overleden KVP-Kamerlid Jan Heijmans. Eigenlijk stond René van der Linden op een hogere positie, maar omdat Heijmans – net als Lückers-Bergmans – een regionale kandidaat was kreeg de Limburgse de zetel uiteindelijk toebedeeld. Ze was na Kok de tweede Limburgse vrouw in het parlement. Dat ze niet al in december 1973 beëdigd werd, kwam mede doordat de KVP-jongeren protest aantekenden tegen het feit dat hun kandidaat Van der Linden Heijmans' plaats niet kon innemen. Zij waren namelijk van mening dat Heijmans niet als regionale kandidaat gezien moest worden. Van der Linden legde zich 'onder hevige protesten' neer bij het besluit van het partijbestuur, maar zijn officiële bedankbrief aan de Kiesraad (met dus de mededeling dat hij de functie weigerde) verstuurde hij te laat om Lückers-Bergmans nog voor het kerstreces te kunnen laten beëdigen.
In de Kamer was ze specifiek woordvoerder op het gebied van justitie en hield ze zich ook bezig met emancipatiebeleid. In maart 1975 werd ze (terug)gekozen als voorzitter van de Limburgse KVP-commissie Vrouw & Partij.
Voor de verkiezingen van 1977 werd ze op de kieslijst geplaatst als vijftiende. De commissie Vrouw & Partij, waar ze toen nog steeds voorzitster van was, voerde net als in 1971/1972 een voorkeursactie. Over deze actie verklaarde Lückers-Bermans zelf:

Als vrouwen een vrouw kiezen is dat prima. Daar ben ik voor. Maar voor de rest vind ik het werk in de advocatuur prettiger dan in de Tweede Kamer. Het enige wat ik gedaan heb is raamaffiches en kaartjes voor mezelf laten drukken. En ik hou natuurlijk spreekbeurten, als ik daarvoor uitgenodigd wordt. (...) Als we er maar mee bereiken, dat volgende keer een vrouw op een verkiesbare plaats op de provinciale lijst komt, dan ben ik al tevreden.

Het leidde niet tot een nieuwe periode in de Tweede Kamer. In januari 1978 ontstond nog wel een vacature, omdat Ted Hazekamp staatssecretaris werd, maar er was afgesproken dat Harry Seijben hoe dan ook Hazekamps opvolger zou zijn. Boven Seijben stonden namelijk meerdere anderen op de lijst, onder wie Lückers-Bergmans. Zij gaf echter ook aan dat het Kamerlidmaatschap niet te combineren was met de advocatuur en dat zij liever in haar gezin wilde zijn. Ze wilde definitief niet meer in aanmerking komen voor een hernieuwd lidmaatschap.

### Hervatting overige werkzaamheden
Na haar periode als Kamerlid hervatte Lückers-Bergmans haar werk als advocaat. Daarnaast werd ze in de jaren tachtig voorzitter bij de Stichting Provinciale Emancipatiecommissie, die emancipatie in Limburg wilde bevorderen.

## Voetnoten
- Parlement.com: vg09llf1sjxv